# Эрнст Гюнтер Шлезвиг-Гольштейн-Зондербург-Августенбургский
Эрнст Гюнтер Шлезвиг-Гольштейн-Зондербург-Августенбургский (14 октября 1609, Хаус-Бек, Северный Рейн-Вестфалия — 18 января 1689, Августенборгский дворец, Южная Дания) — герцог Шлезвиг-Гольштейнский из Зондербургской линии; первый герцог Шлезвиг-Гольштейн-Зондербург-Августенбургский с резиденцией в Августенборгском дворце, который он построил и назвал в честь своей жены. Он правил с 1647 года до своей смерти.
Третий сын Александра Шлезвиг-Гольштейн-Зондербургского и Доротеи Шварцбург-Зондерсгаузенской

## Семья и дети
15 июня 1651 года Эрнст Гюнтер женился на Августе Шлезвиг-Гольштейн-Зондербург-Глюксбургской (27 июня 1633 — 26 мая 1701), дочери герцога Филиппа Шлезвиг-Гольштейн-Зондербург-Глюксбургского и Софии Гедвиги Саксен-Лауэнбургской. У них было десять детей:
1. Фридрих (10 декабря 1652 — 3 августа 1692)
2. София Амалия (25 августа 1654 — 7 декабря 1655)
3. Филипп Эрнст (24 октября 1655 — 8 сентября 1677)
4. София Августа (2 февраля 1657 — 20 июля 1657)
5. Луиза Шарлотта (13 апреля 1658 — 2 мая 1740), 1 января 1685 года вышла замуж за герцога Фридриха Людвига Гольштейн-Зондербург-Бекского.
6. Эрнестина Жюстина (30 июля 1659 — 18 октября 1662)
7. Эрнст Август (3 октября 1660 — 11 мая 1731)
8. Доротея Луиза (11 октября 1663 — 21 апреля 1721), аббатиса в Итцехо в 1686—1721 годах.
9. ребёнок (род. и ум. 18 декабря 1665)
10. Фридрих Вильгельм (18 ноября 1668 — 3 июня 1714)